# Alfred Burke
Alfred Burke (født 28. februar 1918, død 16. februar 2011) var en engelsk skuespiller, bedst kendt for sin rolle som Frank Marker i dramaserien Public Eye, som blev vist på TV over en tiårig periode.
Hans sidste optræden var i 2002 i rollen som Armando Dippet i Harry Potter og Hemmelighedernes Kammer.